# 严肃文学
严肃文学是一个含义广泛的概念，泛指创作态度严肃认真、反映現實、形式拘谨而内容庄重、并具有丰富的思想内涵的文学。

## 严肃文学对通俗文学的失败
以福尔摩斯系列侦探文学而闻名的阿瑟·柯南·道尔在出版《血字的研究》的同时开始创作“严肃文学”，即司各特式小说，相继出版了《迈卡•克拉克》等小说，但它们均不如他的侦探小说受欢迎。他甚至将自己精心创作的严肃文学的作品在市场上被忽视归咎于自己的侦探小说过于受欢迎。

## 引用
1. ↑  姚汉铭主编,新词新语词典,未来出版社,2000.03,389頁
2. ↑  （美）杰弗里·R.斯通著；何远译,性与法律,中国民主法制出版社,2020.10,第222页